# Aviation civile

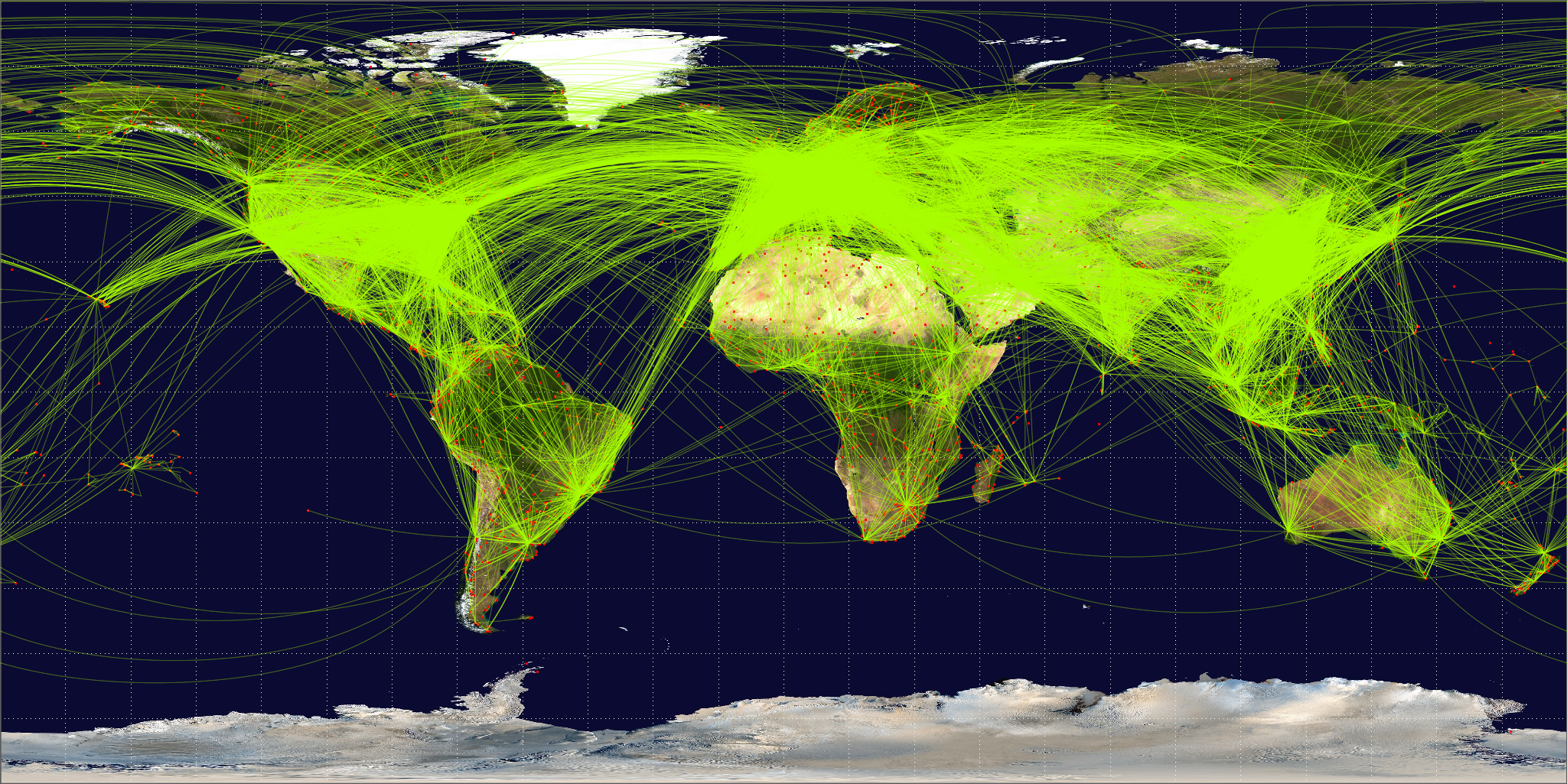
Routes aériennes en 2024.

L'aviation civile désigne tout ce qui est relatif à l'aviation non militaire. Cela englobe ainsi le transport civil de passagers et de marchandises, et en France les questions de « développement durable, sécurité, sûreté, contrôle aérien, régulation économique, soutien à la construction aéronautique, aviation générale, formation aéronautique. Elle est chargée de préparer et de mettre en œuvre la politique de l’État en matière d’aviation civile dans les domaines technique et économique ».
Le trafic augmente régulièrement (5,5 milliards de passagers en 2013) avec Atlanta comme premier aéroport (l'aéroport de Paris-Charles-de-Gaulle étant au 8e rang mondial). Elle traite aussi de l'aviation d'affaires, du vol libre, de la voltige aérienne, des rallyes aériens, du parachutisme, de l'aéromodélisme et des autorisations concernant les drones ou des vols de ballons et d'ULM, de l'industrie aérospatiale et aussi dans certains pays de l'industrie spatiale .
Le secteur de l'aviation civile est responsable de nuisances aériennes et a un impact significatif sur le climat.
L'aviation civile allemande est gérée par le ministère fédéral des transports (Department for Transport ou DfT) aussi chargé des Infrastructures numériques (Bundesministerium für Verkehr und digitale Infrastruktur, BMVI), en lien avec une "autorité fédérale de l’aviation" (Luftfahrt Bundesamt - LBA) et la DFS (Deutsche Flug Sicherung Gmbh), société pour la sécurité aérienne allemande qui est l'opérateur pour la navigation aérienne (société de droit privé détenue entièrement par l’État et financée par des redevances), mais les Lands ont aussi quelques responsabilités dans l'aviation civile.

## Dans le monde
Au niveau international, c'est l'Organisation de l'aviation civile internationale (OACI), dépendant de l'Organisation des Nations unies (ONU), qui est chargée de l'élaboration de normes internationales pour le transport aérien civil.
Le trafic aérien régulier mondial civil tend à former des alliances : trois alliances principales en 2013, avec la Star Alliance (créée en 1997) comme leader ont assuré 76 % des passagers kilomètres transportés (PKT) en 2013 (contre 75 % en 2012). Les deux autres grandes alliances sont SkyTeam (créé en 2000) et Oneworld (créée en 1998).
Le trafic continue à croître : selon la DGAC, « En 2000 le nombre de PKT mondial était de 3 038 milliards. En 15 ans, le trafic a presque doublé. Sur la période, le taux de croissance annuel moyen ressort à 5 % » (5,2 % en Europe). Les attentats du 11 septembre 2001 puis la crise du SRAS et la crise de 2008 ont à peine influencé la courbe globale de croissance sur 15 ans. L'aviation est fortement détaxée et subventionnée, de sorte qu'elle compte aussi pour une part croissante des émissions de gaz à effet de serre dans le secteur des transports, avec un impact significatif sur le climat.
Le trafic a atteint en 2013 3,1 milliards de passagers. Pour le trafic mesuré en passagers kilomètres transportés (PKT), il a 2013 atteint 5 782 milliards de PKT (+ 5,5 % par rapport à 2012). Et durant les neuf premiers mois 2014 le trafic aérien mondial a encore progressé de 2,7 %. Une partie de ces passagers ne font que changer d'avion dans l'aéroport : en Europe (27 % environ du trafic mondial), le trafic international représentait en 2014 3 fois le trafic intérieur européen.
En France, comme aux États-Unis les fonctions d'opérateur de navigation et de régulation/surveillance sont assurées par la même entité (DGAC en France), ce qui est peu commun dans les pays développés ; selon la DGAC, ceci rend « la DGAC française est plus proche de la FAA américaine (créée en 1958) que des administrations européennes chargées de l’aviation civile ».

## En Europe
En Europe, l'aviation civile s'organise peu à peu autour de l'objectif du Ciel unique européen (projet SESAR) selon un calendrier fixé par le Parlement européen et le Conseil.
Elle a généralement des fonctions de « régulateur, d'opérateur de navigation aérienne » et le plus souvent d'« autorité de surveillance » clairement dissociées.
Selon la DGAC (2014) « Le flux de trafic intra-communautaire est en progression de 3,1 % et celui avec les autres pays étrangers de 4,7 %. En revanche, le trafic domestique de passagers est en diminution de 5,1 % ». En 2013, le Royaume-Uni a connu le trafic le plus élevé avec 210 millions de passagers (+3,1 % par rapport à 2012), et devant 4 autres pays ayant compté plus de 100 millions de voyageurs : Allemagne (171 millions de
passagers, soit +1,2 % par rapport à 2012), Espagne (157 millions de passagers, soit -1,5 %), la France (138 millions de passagers soit +1,6 %), et l’Italie (115 millions, soit -0,7 %).
Ryanair est pour l'Europe la première compagnie quant au nombre de passagers (82 millions en 2013), devant Air France-KLM (78 millions), Lufthansa (75 millions), et EasyJet (61 millions). Si le bilan est calculé en passagers kilomètres transportés, c'est Air France-KLM qui domine (226 milliards de PKT) devant Lufthansa(150 milliards) puis British Airways (117 milliards), mais les bénéfices des compagnies low cost progressent (résultats d’exploitation : 718 millions d’euros pour Ryanair et 591 millions d’euros pour EasyJet en 2013, alors qu'Air France/KLM était limité à 130 millions d’euros).

### Aux États-Unis
La FAA gère toute l'aviation civile, y compris le contrôle de la navigation aérienne, qui en Allemagne, Italie, Espagne et Royaume-Uni a été confiée à un organisme indépendant. Hormis pour ce qui relève de la sécurité des personnels et des équipements de la FAA, la sûreté des transports aux États-Unis reste néanmoins assurée par une administration spécifique, la Transportation Security Administration (TSA), qui dépend du Department of Homeland Security. Elle inclut une entité dénommée Organisation du trafic aérien (ATO), et c'est la seule entité de ce type au monde à disposer en 2014 d'une structure consacrée au transport commercial spatial.

### Au Royaume-Uni
L'aviation civile est gérée par le département des transports (Department for Transport ou DfT) avec une “public corporation” : la "Civil Aviation Authority" (CAA) et la "National air traffic services" (NATS) qui est l'opérateur de navigation aérienne.

### En Allemagne
L'aviation civile allemande est gérée par le ministère fédéral des transports (Department for Transport ou DfT) aussi chargé des Infrastructures numériques (Bundesministerium für Verkehr und digitale Infrastruktur, BMVI), en lien avec une "autorité fédérale de l’aviation" (Luftfahrt Bundesamt - LBA) et la DFS (Deutsche Flug Sicherung Gmbh), société pour la sécurité aérienne allemande qui est l'opérateur pour la navigation aérienne (société de droit privé détenue entièrement par l’État et financée par des redevances), mais les Lands ont aussi quelques responsabilités dans l'aviation civil

### En Italie
L'aviation civile relève, sous l'autorité du Ministère des transports, de l’ENAC, qui a statut d'“entreprise publique non économique” (proche de l'établissement public français, et qui agit en lien avec l’ENAV (Ente nazionale per l’assistenza al volo), société par actions financée par les redevances, chargée de la navigation aérienne.

### En Espagne
C'est la Dirección General de Aviación Civil (DGAC) qui joue ce rôle sous tutelle de la direction du Ministerio de Fomento (Ministère du développement) chargé de la direction et la planification de la politique aéronautique civile, avec (depuis 2008) une "Agencia estatal de seguridad aérea" (AESA) sous le regard d'une autorité de surveillance (Agencia Estatal de Seguridad Aérea, AESA).
L'opérateur national est ici l’AENA (Aeropuertos Españoles y Navegación Aérea) qui est le premier exploitant dans les principaux aéroports du pays (47 aéroports espagnols et 1 héliport). Dans le cadre de la libéralisation/privatisation des services, le gouvernement a confié le contrôle aérien à des entreprises privées pour 13 plateformes aéroportuaires.

### En France
En France, c'est la Direction générale de l'Aviation civile (DGAC, 12 000 agents en 2014) qui sous l'égide et la tutelle du MTES est l'organisme public garant de la sécurité du transport aérien français. « Prestataire de services des compagnies aériennes, elle assure la gestion de la circulation  aérienne, élabore et fait appliquer la réglementation de l’ensemble des activités qui concernent l’aviation civile. Elle veille au respect du droit des passagers ainsi qu’à l’aménagement et au développement du territoire », cette direction est aussi « Conseil et partenaire de l’industrie » dont pour « concourir aux diminutions des pollutions de toute nature causées par le trafic aérien ».
Cette DGAC comprend 
- un cabinet ;
- une Direction du transport aérien (DTA, qui - avec 7 sous-directions (Aéroports, Construction aéronautique, Développement durable, Études, statistiques et prospective, Europe et international, Sûreté et défense, Transporteurs et services aériens) - élabore les politiques publiques concernant le secteur du transport aérien, en s'appuyant sur un Service technique de l'aviation civile (STAC) et 4 missions qui sont « Ciel unique européen et réglementation de la navigation aérienne, Coopération internationale, Droit des passagers, Droit du travail et des affaires sociales »[1]) ;
- une Secrétariat général (SG) ;
- la Direction des services de la navigation aérienne (DSNA) ;
- une Direction de la sécurité de l'aviation civile (DSAC) ;
- Le Service Technique de l'Aviation Civile (STAC)
- une Mission aviation légère, générale et des hélicoptères ;
- L’Organisme du contrôle en vol (OCV).

Elle représente la France dans l'Organisation de l'Aviation civile internationale (OACI), l'Agence européenne de la sécurité aérienne, Eurocontrol.
En 2013, 2,79 millions de vols ont été contrôlés (-0,7 % par rapport à 2012), ce qui fait de la France, pays très survolé, « le 1er prestataire européen de services de navigation aérienne. La
structure du trafic est inchangée par rapport aux années précédentes : 46 % de survols, 38 % de vols internationaux (arrivées ou départs de France) et 16 % de vols domestiques ».
Il existe un « Observatoire de l'aviation civile » (OAC) qui publie annuellement un document d'analyse et de données statistiques, fournissant notamment des tendances d'évolution à court terme : 
En 2013, les aéroports ont accueilli 170,7 millions de passagers (+ 2,1 % par rapport à 2012) dont à Paris (90,2 millions de passagers, soit + 1,7 %) et avec 70,6 millions de passagers dans les régions (+ 3,6 %) et 10,2 millions de passagers en Outre-mer... avec des situations contrastée selon les aéroports, mais qui ont globalement bénéficié d'une légère baisse des prix du kérosène.
Le nombre d'emplois directs (compagnies aériennes, entreprises d’assistance en escale, maintenance, gestionnaires d’aéroport) était en France en 2013 de 100 200 salariés environ, auxquels il faut ajouter les emplois du secteur de la sûreté aéroportuaire (9 835 salariés au 31 décembre 2012),. L'industrie aéronautique employait en outre 177 000 salariés fin 2013).
En mars 2021, l'Assemblée nationale approuve une proposition de la Convention citoyenne pour le climat visant à interdire les vols de courte distance, lorsqu'une alternative de moins de 2h30 en train est disponible.